# Virtual Storage Access Method
 (novembre 2023).
Si vous disposez d'ouvrages ou d'articles de référence ou si vous connaissez des sites web de qualité traitant du thème abordé ici, merci de compléter l'article en donnant les références utiles à sa vérifiabilité et en les liant à la section « Notes et références ».
Le Virtual Storage Access Method (VSAM) est une méthode de stockage informatique de données utilisée sur les systèmes z/OS.
Cette méthode d'accès comprend l'organisation des données, les techniques d'accès à ces données et des outils de maintenance.
Physiquement, un fichier VSAM (data set) est stocké sur disque sous la forme de blocs physiques regroupés en extents.
Logiquement, un fichier VSAM est un espace-octet adressable.
Il existe quatre types de fichiers VSAM :
- KSDS (Key Sequenced Data Set) ou séquentiel par clef unique (emploi d'un fichier index séparé des données)
- ESDS (Entry Sequenced Data Set) ou séquentiel par ordre d'arrivée
- RRDS (Relative Record Data Set) ou accès par numéro relatif d'enregistrement
- LDS (Linear Data Set), fichier linéaire (non structuré, en blocs de 4 Ko)

Le type LDS est celui utilisé pour les tablespace DB2, contrairement aux autres types, on n'attribue pas le nombre de records lors de la définition. 